# Sân bay Tippi
Sân bay Tippi là một sân bay ở Tippi, Ethiopia (IATA: TIE, ICAO: HATP). Sân bay này nằm ở độ cao 335 mét trên mực nước biển, this airport has one unpaved runway 1302 meters long.

## Các hãng và tuyến bay thường lệ
- Ethiopian Airlines (Jimma, Mizan Teferi)